# Ole Gammelgaard Nielsen
Ole Gammelgaard Nielsen, född 20 november 1965, är en dansk bågskytt. Han deltog vid olympiska sommarspelen 1988 och olympiska sommarspelen 1992.